# سهنله
 سهنله، روستایی از توابع بخش مرکزی شهرستان سنقر در استان کرمانشاه ایران است. و در واقع اسم این روستا کورد زبان سانگله است و به اشتباه در نوشتار فارسی سهنله لقب گرفته است .  طبق بررسی های انجام شده توسط آقای هادی حشمتیان ( حسابدار مقیم شهرقدس ) نام سهنله در هیچ لغت نامه معنی خاصی ندارد بلکه نام صحیح این روستا "سانگله " است که در لغت نامه کوردی آقای بوره که ی  به معنی محل سان( فرمانده )  درج شده که در روایتی دیگر " سان " به سنگ های که جهت تیز کردن چاقو کاربرد داشته نیز نامیده میشود

## جمعیت
این روستا در دهستان آب‌باریک قرار دارد و براساس سرشماری مرکز آمار ایران در سال ۱۳۹۵، جمعیت آن ۱٬۲۲۴ نفر (۳۷۷خانوار) بوده‌است.